# Ștefan Iordache
Ștefan Iordache (Calafat, 3 februari 1941 - Wenen, 14 september 2008) was een Roemeens theater- en filmacteur die enkel wist door te breken in Roemenië.
Hij overleed op 67-jarige leeftijd in een ziekenhuis in Wenen ten gevolge van leukemie.

## Filmografie
- Bibliothèque nationale de France: cb14684371q (data)
- International Standard Name Identifier: 0000 0000 0208 769X
- MusicBrainz: 6fb4dc79-4b56-4535-b031-5d2fe9781ba7
- Nationale Bibliotheek van Roemenië: 000111461
- Virtual International Authority File: 49486448